# Deti Vanjušina
Deti Vanjušina (Дети Ванюшина) è un film del 1973 diretto da Evgenij Ivanovič Taškov.

## Trama
Il film racconta la vita di una normale famiglia di mercanti Vanjušins, i cui membri sono molto diversi tra loro.